# نيكولا والكر
نيكولا والكر (بالإنجليزية: Nicola Walker)‏ (و. 1970 – م) هي ممثلة، وممثلة أفلام، من المملكة المتحدة.

## التعليم
تعلمت في كلية موراي إدواردز، وFootlights ‏.

## جوائز
حصلت على جوائز منها:
- جائزة لورنس أوليفيه.

## وصلات خارجية
- نيكولا والكر على موقع IMDb (الإنجليزية)
- نيكولا والكر على موقع روتن توميتوز (الإنجليزية)
- نيكولا والكر على موقع ألو سيني (الفرنسية)
- نيكولا والكر على موقع ميوزك برينز (الإنجليزية)
- نيكولا والكر على موقع قاعدة بيانات برودواي على الإنترنت (الإنجليزية)
- نيكولا والكر على موقع قاعدة بيانات الأفلام السويدية (السويدية)
- نيكولا والكر على موقع قاعدة بيانات الفيلم (الإنجليزية)
- نيكولا والكر على موقع كينوبويسك (الروسية)